# 徐復陽
徐復陽（？—？），字見初，别號懷岵，直隸常州府武進縣民籍。

## 生平
萬曆三十四年（1606年）丙午科應天府鄉試舉人，四十四年（1616年）丙辰科進士，大理寺觀政，四十五年初授南丰县知县，四十六年本省同考，四十七年调丰城县。天启二年補莆田县，四年本省同考，五年行取，擢官南京江西道御史，黨附魏忠贤，請毁講學書院，以絶東林黨根。天启六年二月，徐復陽疏參原任太僕寺少卿曾汝召、浙江參政魏士前、奉旨降調之郝土膏，得旨：曾汝召阿附邪黨，羽翼移宮，希圖定策；魏士前倚恃熊廷弼、周嘉謨，恣肆貪婪，驟躋臬憲；郝土膏作令麾親無父，典試訕上無君，並前降處的方逢年、章允儒、顧錫疇、丁乾學、熊奮渭、李繼貞，都著削了籍為民，仍追奪誥命。其董承業文氣稍平，姑照前旨；郝土膏贓私狼籍，仍行撫按提追，從重擬罪。崇禎元年七月，調南京四川道御史，为给事中黄绍杰劾罢，尋以魏忠贤逆黨削籍。福王时，阮大铖冒定策功，起用，其逆案始翻，复阳继起为官。

## 家族
曾祖徐世贤。祖父徐仕。父徐順德，封莆田知县。